# 靖宣皇后
靖宣皇后蒲察氏（？—？），名不詳，金肅宗完顏頗刺淑妻。
金太祖起兵時，曾經向蒲察氏報告。蒲察氏說：「你是完顏家之長，見到可行就做吧。我老了，你不用擔心我。」而完顏頗刺淑所生二子：溫國公完顏耨酷款及崇國公完顏蒲魯虎也不知是否蒲察氏所出，何時去世亦不詳。天會十五年（1137年），金熙宗追上諡號為靖宣皇后。

## 延伸阅读
[在维基数据编辑]
 《金史·卷63》，出自脱脱《遼史》